# NS-Zwangsarbeit in Hattingen
Die Zwangsarbeit in Hattingen war bedeutsam, um die Produktion und Aufräumarbeiten in Hattingen während des Zweiten Weltkriegs aufrechtzuerhalten.
Zwangsarbeiter, insbesondere Zivilarbeiter, Ostarbeiter, Kriegsgefangene und Arbeitserziehungshäftlinge, wurden in Unternehmen, Handwerksbetrieben und Bauernhöfen eingesetzt, darunter mehrere Tausend in der Henrichshütte. Maßgeblich waren unter anderem die Bereiche Rüstungsindustrie, Privatwirtschaft, Bergbau, Bau, Räumung und Deutsche Reichsbahn. Insgesamt waren mehr als 10.000 Zwangsarbeiter in mindestens 80 Lagern untergebracht. Jeder vierte Hattinger war 1945 ein Zwangsarbeiter.
Weitere Unternehmen, die in Hattingen Zwangsarbeiter beschäftigten, waren:
- Düsterloh[1]
- Hauhinco[1]
- Wengeler und Kalthoff[1]
- Seilwerke Puth[1]

Anwohner der Lager beschwerten sich beim Amtsarzt über den Gestank der Fäkalien und Schwärme von Fliegen, weil es keine Kanalisation gab. Insgesamt konnten 356 Todesfälle nachgewiesen werden, die Dunkelziffer wird höher vermutet.
Die Zwangsarbeiterin Maria Hoptinez wurde 1942 verschleppt und in der Maschinenfabrik und Metallgießerei Pleiger in Buchholz eingesetzt. Untergebracht wurde sie im betriebseigenen Barackenlager. Sie berichtet, dass sie aufgrund der unzureichenden Ernährung abends und nachts bei Bauern in der Umgebung zusätzlich arbeiten musste, um nicht zu verhungern.
Auf dem Russischen Friedhof Ludwigstal nahe der Maasbecke liegen 151 Zwangsarbeiterinnen und Zwangsarbeiter begraben.

## Aufarbeitung und Gedenken
Am 23. Juli 2003 besuchte eine Gruppe ehemaliger Zwangsarbeiter aus Russland und den Niederlanden den Russischen Ehrenfriedhof. Eine Ausstellung wurde unter dem Titel „Zwangsarbeit in Hattingen. Eine Ausstellung – zwei Orte“ vom 15. April bis zum 27. Juli 2003 im Stadtmuseum Hattingen und im Westfälischen Industriemuseum Henrichshütte Hattingen veranstaltet.
2014 stellte der Heimatverein Hattingen/Ruhr e.V. im Zuge der Recherchen für ein Ausstellungsprojekt fest, dass 62 Gedenksteine für Zwangsarbeiter nicht mehr vorhanden waren. Die Stadt Hattingen hatte diese, nach eigener Aussage, 2002 nach einer Begehung mit dem Volksbund Deutsche Kriegsgräberfürsorge entfernt. Grund sei vermutlich die schlechte Lesbarkeit der Namen gewesen. Der Verbleib der Gedenksteine ist unklar, da sie sich 2014 nicht mehr an dem von der Stadt angegebenen Lagerort befanden.
Zu den Autoren, die sich mit der Zwangsarbeit wissenschaftlich auseinandersetzen, zählen Thomas Weiß, Stadtarchiv Hattingen, und Anja Kuhn, Westfälisches Industriemuseum.